# Nation und Europa
Nation und Europa (NE, Untertitel: Deutsche Monatshefte) war eine deutsche politische Abonnement-Monatszeitschrift rechtsextremer, zum Teil antisemitischer Ausrichtung. Sie wurde 1951 gegründet. Ihr ursprünglicher Titel lautete bis 1990 Nation Europa. Monatsschrift im Dienste der europäischen Neuordnung. Im 59. Jahrgang erschien die letzte Ausgabe im November 2009. Ende 2009 wurde Nation und Europa von Dietmar Munier gekauft und durch die an Kiosken erhältliche Monatszeitschrift Zuerst! ersetzt.

## Verlag und Redaktion
Der Sitz der NE war in Coburg. Sie erschien in der Nation Europa Verlags GmbH. Nach eigenen Angaben hatte NE eine Auflage von 14.500 Exemplaren (nach anderen Angaben 15.000 bis 20.000), teilweise als Doppelausgabe.
Dehoust gehörte zusammen mit Adolf von Thadden und Harald Neubauer zum Herausgeberkreis und war, neben Karl Richter, Neubauer – Pseudonyme Werner Baumann und Klaus Hansen – und Detlev Rose, Mitglied der Redaktion.
Der Zeitschrift angeschlossen war ein gleichnamiger Buchdienst, zu dessen Sortiment neben Publikationen des Verlags auch zahlreiche Bücher anderer rechtsextremistischer Verlagsgesellschaften wie des Grabert-Verlags oder des Arndt-Buchdienstes gehörten. Er war der größte rechtsextreme Buchdienst in den deutschsprachigen Ländern und veröffentlichte überwiegend Neuausgaben älterer militärhistorisch-revisionistischer Werke, etwa über die Waffen-SS-Divisionen Leibstandarte SS Adolf Hitler oder „Das Reich“.
Angestellter des Verlages war auch Tino Brandt.

## Geschichte
Die Zeitschrift wurde 1951 vom ehemaligen SS-Sturmbannführer und „Chef der Bandenbekämpfung“ im Führerhauptquartier, Arthur Ehrhardt und dem Schriftsteller und ehemaligen SA-Obersturmführer Herbert Böhme gegründet. Ein Gönner und Teilhaber dieser Monatsschrift war Hermann Dold. Zu den ersten Herausgebern gehörte auch Karl-Heinz Priester. Den Initialschuss gab die 1951 in Malmö forcierte Gründung der Europäischen Sozialen Bewegung (ESB), eines Zusammenschlusses faschistischer europäischer Organisationen. Der Nation Europa kam die Funktion der Vernetzungsarbeit in Deutschland zu. Nation und Europa war zunächst als Organ der Deutsch-Sozialen Bewegung gegründet worden.
Der ursprüngliche Titel Nation Europa geht auf den englischen Faschisten Oswald Mosley zurück, der 1947 erstmals den Begriff „Nation Europa“ verwandte. Am Aufbau der Zeitschrift beteiligten sich der ehemalige stellvertretende Reichspressechef der NSDAP Helmut Sündermann sowie später der Verleger Gert Sudholt, der Sündermanns Verlagsnetz übernahm. Wie der britische Untersuchungsausschuss zum Naumann-Kreis festgestellt hat, gehörten zu den Geldgebern der Schweizer Gaston-Armand Amaudruz, Maurice Bardèche, Jean Bauvard sowie die beiden französischen Bankiers Albertini und Guy Lemonier.
1965 stieg Gerhard Frey, Herausgeber der National-Zeitung und zeitweiliges NPD-Mitglied, als Anteilseigner (zunächst 1,19 %, im Juli 1965 31 %) bei NE ein, zog sich aber später wieder zurück. Nach dem Tod Erhardts (1971) wurde Peter Dehoust Herausgeber, ein enger Mitarbeiter Erhardts, der bis 1996 auch Hauptgesellschafter war. 1990 vereinigte sich Nation Europa mit den Deutschen Monatsheften von Gert Sudholt und führte diese nun im Untertitel, der Titel wurde in diesem Zusammenhang in Nation und Europa geändert. 1992 nahm Dehoust Harald Neubauer – neben Adolf von Thadden – als Mitherausgeber von NE auf. Zu dieser Zeit war die NE eng an der Deutschen Liga für Volk und Heimat (DLVH) orientiert. Dehoust und Neubauer waren beide 1991 an der Gründung der DLVH beteiligt und hatten dort hohe Führungspositionen inne. 1994 erfolgte der Zusammenschluss mit der „Deutschen Rundschau“, dem inoffiziellen Parteiorgan der DLVH. Ungeachtet der zeitweiligen sehr engen Bindung an eine Partei, die DLVH, setzte sich NE stets für die Sammlung aller rechtsextremen Kräfte ein. Enge Zusammenarbeit bestand auch mit dem Hilfskomitee Südliches Afrika und der Gesellschaft für Freie Publizistik.
Ende 2009 wurde der Titel vom Verleger Dietmar Munier aufgekauft. Munier ersetzte dann Nation und Europa durch die neue Monatszeitschrift Zuerst! – Deutsches Nachrichtenmagazin.

## Ausrichtung
Vom Institut für Zeitgeschichte wurde die Zeitschrift 1955 als neonazistisch eingeschätzt.
Der Politikwissenschaftler Eckhard Jesse bezeichnete noch 1989 die Zeitschrift als das wichtigste rechtsextremistische Organ seit 1951. Auch nach Einschätzung des Landesamts für Verfassungsschutz Nordrhein-Westfalen handelte es sich um eines der „wichtigsten“ rechtsextremistischen Theorie- und Strategieorgane in der Bundesrepublik Deutschland. Laut Einschätzung des Verfassungsschutzes bot „die Zeitschrift […] gemäß ihrer Zielvorgabe ein Forum für das gesamte nichtnazistische rechtsextremistische Spektrum in Deutschland“. Die seit den 1990er Jahren von einigen Verfassungsschutzbehörden vorgenommene Zuordnung der Zeitschrift zur Neuen Rechten ist methodisch fragwürdig. Thomas Pfeiffer, wissenschaftlicher Mitarbeiter beim Verfassungsschutz NRW, der NE im Spektrum der Neuen Rechten verordnet, merkt an, dass NE schon durch ihr Alter rechtsextreme Positionen vor der Entstehung der Neuen Rechten einnahm. „Das Blatt hat sich [jedoch] früh neuen rechtsextremistischen Ideologievarianten geöffnet, statt die bloße Rückkehr zum Nationalsozialismus zu propagieren.“ Pfeiffer kennzeichnet NE als einen „entscheidenden Vorläufer und Wegbereiter der Neuen Rechten“, die „zu den Ideengebern des deutschen Rechtsextremismus“ zähle. Er merkt aber an, dass das intellektuelle Niveau der Zeitschrift ständig abnahm.
Wie bereits im Titel programmatisch anklingt, ging es um die Rekonstruktion rechter Ideologien unter Betonung von Nation und Europa. Danach sollte Großdeutschland in einem regionalistischen Europa die Führungsrolle bei der Wiedergewinnung der Identität der europäischen Völker zukommen. Die USA standen nach Ansicht von NE aufgrund ihres kulturellen und politischen Einflusses diesem Ziel im Weg, daher richtete sich die Zeitschrift ganz besonders gegen diese Großmacht. Auch gegen den Staat Israel gerichtete Artikel sowie antisemitische Parolen („zionistisches Finanzspektrum“) waren häufig zu finden.
Die zentrale Funktion der Zeitschrift war die Bereitstellung von richtungsweisenden Themen, Strategiediskussionen und Interventionsmöglichkeiten, die sich an das gesamte rechtsextreme Spektrum richten. Neben diesen strategischen und theoretischen Überlegungen enthielt die Zeitschrift auch Beiträge zum aktuellen Tagesgeschehen. Anton Maegerle charakterisiert die Artikel der Zeitschrift als „oftmals fremdenfeindlichen oder auch revisionistischen Inhalts“.
Während dem Islam in Europa in der Zeitschrift weitgehend sein Existenzrecht abgesprochen wurde, erschien der Islamismus außerhalb Europas laut Riebe großen Teilen der Autorenschaft „als einzig ernst zu nehmender Gegner des ‚Amerikanismus‘“. Diese ambivalente Haltung spiegelte sich nicht nur in Artikeln, sondern unregelmäßig auch in den Titelseiten der Zeitschrift wider. Während einerseits vor einer vermeintlichen Islamisierung Deutschlands und Europas gewarnt wurde, zierte das Titelbild des Hefts 07/08 - 2006 der iranische Staatspräsident Mahmud Ahmadineschad. Neben ihm steht auf dem Titelbild dick gedruckt „Danke, Herr Präsident“ in Anspielung auf dessen Leugnung des Holocaust.

## Bekannte Autoren
| - Hermann Arnold - Safet Babic, NPD - Alain de Benoist - Gottlob Berger, SS-Obergruppenführer und Chef des SS-Hauptamtes - Björn Clemens, ehemals REP - Günter Deckert, Holocaustleugner, NPD - Filip Dewinter, Fraktionsvorsitzender des Vlaams Belang (VB) - Henning Eichberg - Julius Evola - Hans-Michael Fiedler - Georg Franz-Willing - Hans Grimm - Johanna Grund, ehemals REP - August Haußleiter - Jürgen Hatzenbichler - Rigolf Hennig - Fritz Hippler – Reichsfilmintendant im nationalsozialistischen Deutschland, verantwortlich für den Film Der ewige Jude | - Rolf Kosiek - Franz Kurowski - Heinrich Jordis von Lohausen - Jean-Marie Le Pen, Front National - Gerhard Mayer-Vorfelder, CDU, ehemaliger DFB-Präsident - Bruno Mégret, Mouvement national républicain - Armin Mohler - Andreas Molau, NPD, später DVU - Oswald Mosley, britischer Faschistenführer - Andreas Mölzer, FPÖ - Harald Neubauer, ehemals NPD, ehemals REP, ehemals Deutsche Liga für Volk und Heimat - Michael Nier, ehemals Professor für Marxismus-Leninismus, danach bis 2000 bei der NPD - Wilfred van Oven - Günter Poser | - Nikolaus von Preradovich - Karl Richter, ehemals REP, ehemals Deutsche Liga für Volk und Heimat, NPD - Hans-Dietrich Sander - Emil Schlee, ehemals REP - Franz Schönhuber, ehemals REP - Jürgen Schwab, NPD - Karl Schwab, FPÖ - Karl Steinbuch - Wolfgang Strauß - Frank Vanhecke, Vorsitzender des Vlaams Belang (VB) - Reinhard Uhle-Wettler, Staats- und Wirtschaftspolitische Gesellschaft (SWG) - Otto Weidinger - Eric Weber, ehemals Schweizer Demokraten |